# Ендрю Кард
Ендрю Гілл Кард-молодший (англ. Andrew Hill Card Jr.; нар. 10 травня 1947, Броктон, Массачусетс) — американський бізнесмен і політик-республіканець. Він працював міністром транспорту США з 1992 по 1993 і Головою Адміністрації Президента США з 2001 по 2006. Директор Union Pacific Railroad з 2006 року.
Він навчався в Університеті Південної Кароліни, Академії торговельного флоту США та Гарвардському університеті. Кард був членом Палати представників Массачусетська, нижньої палати законодавчих зборів штату, з 1975 по 1983. Програв республіканські праймеріз перед виборами губернатора Массачусетса у 1982.
Був заступником Голови Адміністрації Президента США з 1989 по 1992, виконавчим директором Американської асоціації автовиробників з 1993 по 1998.
Одружений, має трьох дітей.